# فرانچسکو ماریا پیاوه
فرانچسکو ماریا پیاوه (به ایتالیایی: Francesco Maria Piave) (۱۸ مهٔ ۱۸۱۰ – ۵ مارس ۱۸۷۶) شاعر و اپرانامه‌نویس ایتالیایی سده نوزدهم میلادی بود.

## حرفه
دوران حرفه‌ای پیاوه بیش از بیست سال در همکاری با بسیاری از آهنگسازان مهم زمان خود طول کشید، از جمله جووانی پاچینی (چهار اشغار اپرا)، ساوریو مرکادانته (حداقل یکی)، فدریکو ریچی، و حتی یکی برای مایکل بالف.

## همکاری با وردی
همکاری پیاوه و جوزپه وردی مربوط با اپراهای میانی وردی می‌شود. پیاوه لیبرتونویسی مطیع و مورد علاقه و محبت وردی بود. اپراهای وردی که اپرانامه آن‌ها توسط پیاوه نوشته شده‌اند عبارتند از:
- ارنانی (۱۸۴۴)
- دو فوسکاری (۱۸۴۴)
- آتیلا (۱۸۴۶)
- مکبث (۱۸۴۷)
- راهزنان (۱۸۴۸)
- استیفلیو (۱۸۵۰)
- ریگولتو (۱۸۵۱)
- لا تراویاتا (۱۸۵۳)
- سیمونه بوکانرا (۱۸۵۷)
- نیروی سرنوشت (۱۸۶۲)